# Сигнакський улус
Сигнакський (Сирдар'їнський) улус — улус Білої Орди, що існував у 1245—1259 і 1340—1379 роках. В певний період відомий як Сигнакське ханство.

## Історія
Близько 1245/1250 року в рамках політики зміцнення своєї влади на правому крилі Бату  передав братові Берке улус з центрмо в Сигнаку. Колишній улус Берке приєднав до свого. Ймовірно перебування Берке в мусульманськомусередовище призвело до його навернення до ісламу. 1258 року після отримання влади Берке в Золотій Орді улус було приєднано до улуса Орда-Іхена.
1340 року внаслідок поразки Мубарак-Ходжи, хана Білої Орди, від військ Золотої Орди на чолі із Тінібеком, перший втратив усі західні свої землі. Того ж року Узбек, хан Золотої Орди, утворив улус зі столицею в Сигнаку, який передав Тінібеку.
1342 року новий золотоординський хан Джанібек призначив улусбеком Сигнаку свого еміра Теніз-Буку з племені кият. Останній забезпечив відновлення господарства та підпорядкування Золотій Орді. Напевне саме цей факт не дозволив Шимтаю, хану улуса Орда-Іхена, втрутитися у боротьбу за владу в Золотій Орді на початку великої зам'ятні.
1361 року Хизр, новий хан Золотої Орди, поставив на чолі Сигнакського улуса Карай-Ногая, представника роду Тукатимуридів. Останній переміг Теніз-Буку, ставши правителем улусу. Того ж року після повалення Хизр-хана місцева знать оголосила Карай-Ногая сигнакським ханом. 1364 року його повалив брат або небіж Тогли-Темир (Туглук-Тимур).
Разом з тим починається запекла боротьба завладуз Урус-ханом, правителем Білої Орди. 1368 року останній підкорює Сигнак, об'єднавши улуси Орда-Ірхена, Сигнак і західну частину улуса Шибана. Втім 1377 року перемогу над Урус-ханом здобуває Тохтамиш, який 1379 року ліквідовує Сигнакський улус, який приєднав до Золотої Орди.

## Територія
Охоплював землі середньої течії Сирдар'ї.

## Правителі
- Берке (1245/1250—1258)
- Тінібек (1340—1342), хан
- Тенгіз-Буга (1342—1361), емір і улусбек
- Караї-Ногай (1361—1364), хан
- Тогли-Темир (1364—1368), хан
- Мурад-ходжа (1368—1369)
- Кутлук-ходжа, (1369)
- Урус-хан (1369—1377)
- Токтакія (1377—1378)
- Тимур Мелік (1378—1379)